# B28 (核爆弾)

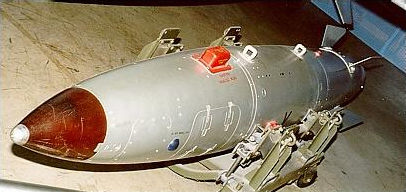
B28RE核爆弾

B28 (旧称 Mark 28 マーク 28) はアメリカ合衆国が開発した核爆弾。弾頭部は W28 核弾頭として巡航ミサイルおよび空対地ミサイルにも用いられた。

## 概要
航空機搭載小型核爆弾としてロスアラモス国立研究所で開発が進められた熱核弾頭であり、1958年より生産が開始された。B28（当初名称Mark 28）爆弾は先端および後尾（パラシュートの有無）の形状の組み合わせにより以下の5種類の航空爆弾に分けられる。
- B28EX：尖った先端部および締まった尾部を持つ。減速用パラシュートなし、投下法は自由落下のみ。戦闘爆撃機の機外搭載用。
- B28RE：尖った先端部および締まった尾部を持つ。減速用パラシュート有り。機外搭載用。
- B28IN：扁平な先端部および締まった尾部を持つ。減速用パラシュートなし、投下法は自由落下のみ。B-52およびF-105の機内搭載用。
- B28RI：丸みを帯びた先端部および太い尾部を持つ。減速用パラシュート有り。B-52などの機体向け。
- B28FI：扁平な先端部および太い尾部を持つ。レイダウン投下用大型減速パラシュートを有する。B-52向け。

これらのタイプにより、直径、長さなどが異なっている。核出力はサブタイプにより異なり、70kt、350kt、1.1Mt、1.45Mtであった。フルヒューズオプションであり、信管は触発、空中爆発、遅延、レイダウン投下用遅延が用意された。アメリカ空軍およびアメリカ海軍の爆撃機および戦闘爆撃機のほとんどに搭載できた。核兵器共有計画に従い、アメリカ軍の管理下でNATO軍機もB28の運用が可能であった。
W28はアメリカ空軍のメイス巡航ミサイルおよびハウンド・ドッグ空対地ミサイル向けのものである。メイス向けは100発が生産され、1970年まで運用された。ハウンド・ドッグ向けは900発が生産され、1976年まで配備されている。

## 事故
B28はB-52爆撃機に搭載され、運用されていたが、実弾頭搭載機の墜落事故により、放射線被害を引き起こしている。
- パロマレス米軍機墜落事故（1966年）
- チューレ空軍基地米軍機墜落事故（1968年）